# 明神站

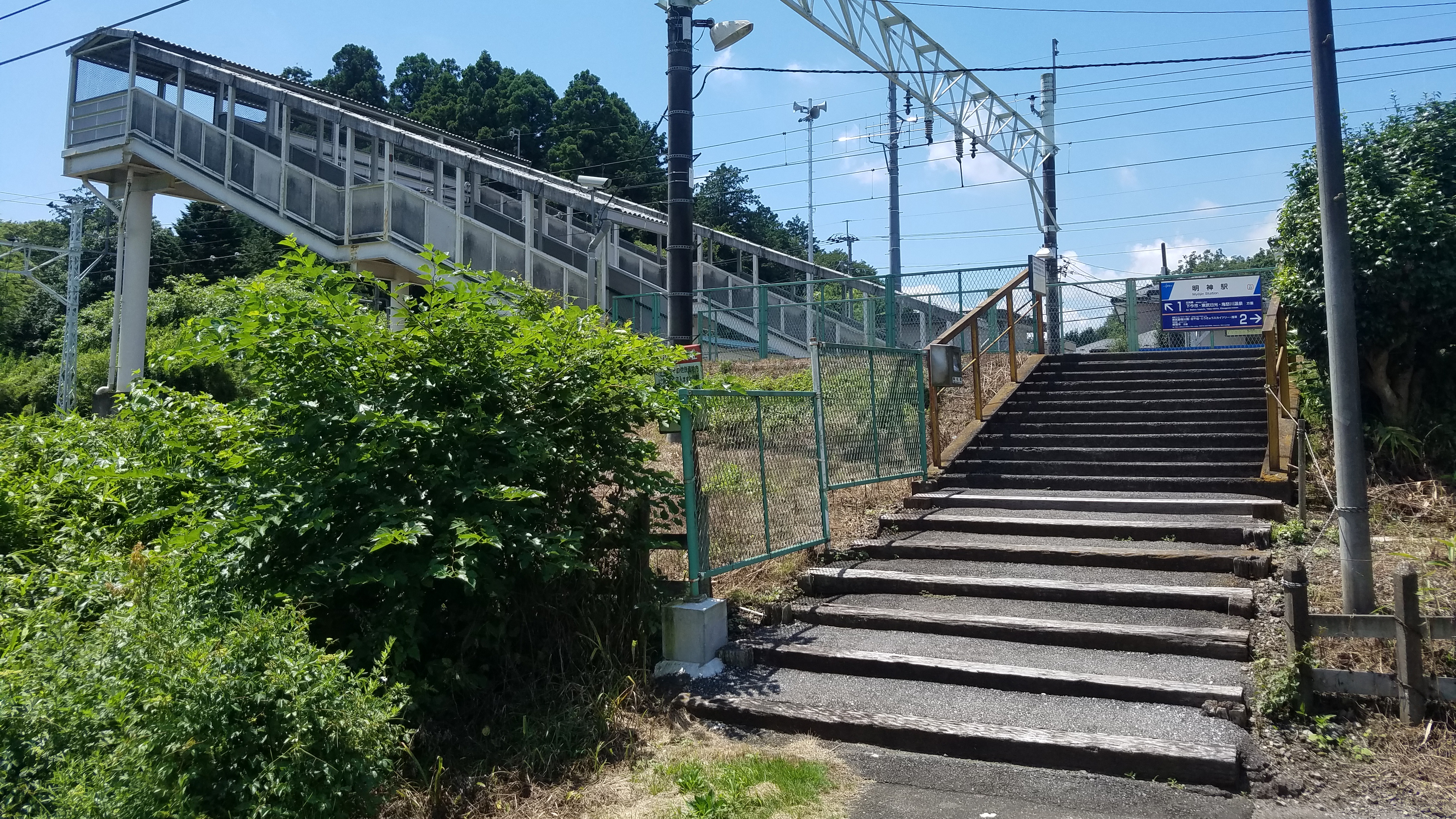
東口（2021年8月）

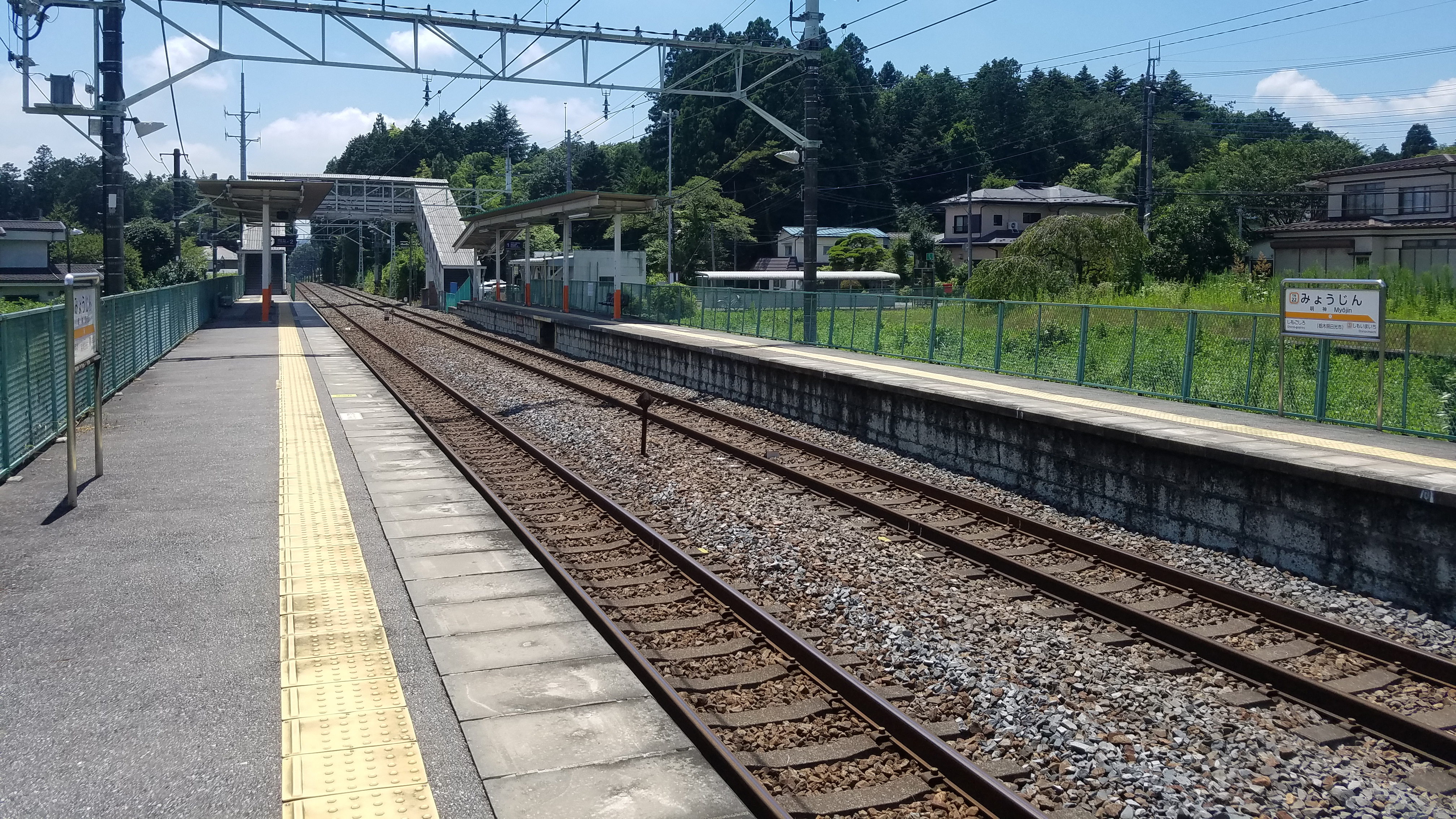
月台（2021年8月）

明神站（日语：／ Myōjin eki */?）是日本栃木縣日光市明神的東武鐵道日光線車站。車站編號TN 22。

## 歷史
- 1929年（昭和4年）11月1日 - 開業。
- 1973年（昭和48年）9月1日 - 車站無人化（開始簡易委託）。
- 2012年（平成24年）3月17日 - 導入車站編號TN 22。

## 車站構造
本站是側式月台2面2線地面車站。為無人站。站房在東武日光方向月台側，有天橋連通淺草方向月台。淺草方向月台側亦設有出入口。

### 月台配置
| 月台 | 路線   | 方向 | 目的地                                                           |
| ---- | ------ | ---- | ---------------------------------------------------------------- |
| 1    | 日光線 | 下行 | 下今市、東武日光、 鬼怒川線 鬼怒川溫泉方向                       |
| 2    | 日光線 | 上行 | 新栃木、東武動物公園、 東武晴空塔線 北千住、東京晴空塔、淺草方向 |

- 上述路線名使用旅客資訊上的名稱（「東武晴空塔線」為愛稱）。

## 使用情況
2018年度1日平均上下車人次為229人。
近年1日平均上下車、上車人次變化如下表｡
| 年度               | 1日平均上下車人次 |
| ------------------ | ----------------- |
| 2000年（平成12年） | 273               |
| 2001年（平成13年） | 247               |
| 2002年（平成14年） | 236               |
| 2003年（平成15年） | 228               |
| 2004年（平成16年） | 211               |
| 2005年（平成17年） | 214               |
| 2006年（平成18年） | 231               |
| 2007年（平成19年） | 234               |
| 2008年（平成20年） | 257               |
| 2009年（平成21年） | 279               |
| 2010年（平成22年） | 299               |
| 2011年（平成23年） | 331               |
| 2012年（平成24年） | 343               |
| 2013年（平成25年） | 326               |
| 2014年（平成26年） | 284               |
| 2015年（平成27年） | 285               |
| 2016年（平成28年） | 251               |
| 2017年（平成29年） | 238               |
| 2018年（平成30年） | 229               |

## 車站周邊
- 今市明神郵便局
- 日光市立落合西小學校
- 日光市養護老人之家 晃明莊
- 長畑川（利根川水系）

## 巴士路線
「東武明神站」巴士站可搭乘日光市營巴士的落合、豬倉地區彈性巴士。

## 相鄰車站
東武鐵道
 日光線
■急行
通過
■區間急行、■普通
下小代（TN 21）－明神（TN 22）－下今市（TN 23）

## 外部連結
- 明神（車站資訊） - 東武鐵道